# 6135 Billowen
6135 Billowen eller 1990 RD9 är en asteroid i huvudbältet som upptäcktes den 14 september 1990 av den amerikanske astronomen Henry E. Holt vid Palomarobservatoriet. Den är uppkallad efter astronomen William Mann Owen Jr.
Asteroiden har en diameter på ungefär 11 kilometer.